# 田中洋平
田中 洋平（たなか ようへい、1978年〈昭和53年〉1月20日 - ）は、熊本県を中心に活動するローカルタレントである。
行定勲監督が熊本地震を描いた映画『いっちょんすかん』で中心メンバーとして俳優デビューを果たす。

## 人物
- 熊本県上益城郡山都町（旧・阿蘇郡蘇陽町）出身。
- 熊本県立済々黌高等学校（1996年3月卒）、熊本大学法学部（2000年3月卒）

- 趣味 - 温泉、歩くこと、スポーツ
- 好物 - エビフライ、うまい棒（サラミ味）
- 運動歴 - 野球（中学・大学）・弓道（高校）
- 身長171.5センチ、体重63キロ

## 主な出演
太字は2025年6月現在出演中

### テレビ
- RKK（熊本放送）
  - 週刊山崎くん（2003年7月 - 2013年3月、2025年4月 - 、レポーター）
  - 浩一のがまだせ!熊本（2007年1月 - 2011年9月、レポーター）
  - ウェルカム!（2016年5月 - 2019年3月、レポーター）
  - 水曜だけど土曜の番組（2017年4月 - 、レポーター）
  - 夕方LIVE ゲツキン!（2019年4月 - 2025年3月、メインMC）
- KKT（熊本県民テレビ）
  - Happy Sunday ココSmile（2009年4月 - 2011年3月、MC）
  - KUMAMOTOドライブ図鑑（2016年7月 - 2017年6月）
- KAB（熊本朝日放送）
  - カブリツキッ!（2000年10月 - 2002年3月、MC）
  - 駅前TVサタブラ（2002年4月 - 2018年3月、レポーター）
  - オルガタウン（2006年6月 - 2009年3月、ドラマ出演）
  - 5ch（2009年4月 -  2020年3月、レポーター）
  - くまパワ（2012年4月 - 2014年8月、レポーター）
  - パチプレTV-R（2015年7月 - 2018年3月、ナレーション・出演）
  - くまパワ+（2018年4月 - 、メインMC）
- TKU（テレビ熊本）
  - 英太郎のかたらんね（2013年4月 - 、レポーター）

### ラジオ
- FM791（熊本シティエフエム）
  - UUスクランブル（1998年4月 - 2000年3月）
- RKK（熊本放送）
  - おー!わらナイト（1999年4月 - 2000年3月、パーソナリティ）
  - イズミダアワーそれでどうよッ!（2009年4月 - 2016年9月）
  - 週刊VOLTERS（2013年10月 - 2016年5月、シーズン中のみ）
  - 上通り Sunday Radio（2018年4月 - 9月、パーソナリティ）
  - 糸永・洋平 ラジオやってます（2024年4月 - 、パーソナリティ）
- FMK（エフエム熊本）
  - エンペラーグループ presents 熊本E人 Eとこ（2015年4月 - 2018年4月）

### CM・VP・ナレーション
- 千里殖産株式会社（テレビCM）
- 光園（テレビCM）
- タイヤ館みなもと（テレビCM）
- エンペラーグループ（イメージキャラクター）
- 行定勲監督作品「いっちょんすかん」（映画出演）

### イベント司会
- 荒尾市健康福祉まつり（2023年6月4日、MC）
- 2024 ミス・クマモト選考会ファイナル（2023年11月22日、MC）